# Estación de Segorbe-Ciudad
Segorbe-Ciudad es una estación de ferrocarril situada en el municipio español de Segorbe, en la provincia de Castellón, Comunidad Valenciana. Dispone de servicios de Media Distancia de Renfe. Forma parte también de la línea C-5 de Cercanías Valencia.

## Situación ferroviaria
Está situada en el punto kilométrico 238,4 de la línea férrea que une Zaragoza con Sagunto por Teruel, a 321,80 metros de altitud. El kilometraje se corresponde con el histórico trazado entre Calatayud y Valencia, tomando la primera como punto de partida. El tramo es de vía única y está sin electrificar.

## Historia
La estación fue puesta en funcionamiento el 15 de mayo de 1898 con la apertura del tramo Segorbe-Sagunto de la línea que pretendía unir Calatayud con Valencia. Las obras corrieron a cargo de la Compañía del Ferrocarril Central de Aragón. En 1941, con la nacionalización de la totalidad de la red ferroviaria la estación pasó a ser gestionada por RENFE. En 1958 la estación ya estaba integrada en el servicio de Cercanías de Valencia, formando parte de la línea Mora de Rubielos-Valencia. Desde enero de 2005, con la división de la antigua RENFE, Adif es el titular de las instalaciones.

## La estación
Se sitúa al sureste del núcleo urbano. El edificio de viajeros es una amplia estructura de dos alturas y nueve vanos por costado y planta. Presenta disposición lateral a la vía. El amplio andén lateral está cubierto en toda longitud del edificio de viajeros por una marquesina, accediendo a la vía principal, mientras que el andén central, más modesto, accede a las dos vías derivadas.
En la zona sur de la estación está el aparcamiento, mientras que al otro extremo conserva el almacén restaurado y ya sin acceso a las vías en topera, ya retiradas.

## Servicios ferroviarios

### Media distancia
En la estación se detienen el MD de la serie 599 de Renfe que une Valencia con Zaragoza y el que une Valencia con Huesca.
Los principales destinos que se pueden alcanzar son Huesca, Zaragoza, Teruel, Sagunto y Valencia.
| Línea MD | Trenes | Origen/Destino           | Destino/Origen |
| -------- | ------ | ------------------------ | -------------- |
| 49       | MD     | Huesca Zaragoza-Delicias | Valencia-Norte |
| 49       | MD     | Zaragoza-Miraflores      | Valencia-Norte |

### Cercanías
Forma parte de la línea C-5 de Cercanías Valencia. La frecuencia media es de tres trenes diarios. De los tres trenes sentido Sagunto, uno continúa hasta Valencia-Norte.
| procedencia/destino | < estación | Línea | estación >      | destino/procedencia |
| ------------------- | ---------- | ----- | --------------- | ------------------- |
| Valencia-Norte      | Soneja     |       | Segorbe-Arrabal | Caudiel             |